# Следственный эксперимент
Сле́дственный экспериме́нт — следственное действие, заключающееся в воспроизведении опытным путём действий, обстановки или иных обстоятельств, связанных с расследуемым преступлением.
Производится в ходе следствия в присутствии понятых для проверки и уточнения фактических данных, которые имеют доказательственное значение в уголовном деле, по инициативе следователя, по ходатайству подозреваемого (обвиняемого), потерпевшего и других участников уголовного процесса.
Результаты могут быть использованы при построении следственных версий и закрепляются в протоколе.
Виды экспериментов:
- установление возможности совершения действий (мог ли преступник совершить деяние)
- проверка возможности восприятия факта (мог ли кто-либо услышать, разобрать сказанное, и т. д.)
- проверка возможности существования факта
- установление механизма события, процесса следообразования (возможно ли было совершить действия в определенных условиях, нет ли инсценировки, и т. д.)